# Матвеевка (Вольнянский район)
Матве́евка (укр. Матвіївка) — село,
Матвеевский сельский совет,
Вольнянский район,
Запорожская область,
Украина.
Код КОАТУУ — 2321583601. Население по переписи 2024 года составляло 3511 человека.
Является административным центром Матвеевского сельского совета, в который не входят другие населённые пункты.

## Географическое положение
Село Матвеевка находится на берегу пересыхающего ручья, вдоль которого село вытянуто на 8 км,
выше по течению на расстоянии в 0,5 км расположено село Украинка,
ниже по течению на расстоянии в 1 км расположен город Запорожье.
Через село проходит автомобильная дорога М-18 (E 105),
рядом проходят автомобильная дорога Н-15 и
железная дорога, станции Янцево и Платформа 13 км.

## История
- 1918 год — основание переселенцами хутора Вознесеновка.
- 1926 год — слияние хуторов Матвеевка, Цветочный, Шелковый в одно село.

## Экономика
- Агрофирма «Матвеевка».
- ООО «Агротера».
- ООО «Сич».

## Объекты социальной сферы
- УВК «Всесвит».
- Школа-интернат.
- Детский сад.
- Музыкальная школа.
- 2 дома культуры.
- Сельский краеведческий музей в помещении Дома культуры.

## Достопримечательности
- Братская могила советских воинов.

## Известные люди
- Белецкий Владимир Стефанович — украинский учёный в отрасли горного дела, доктор технических наук, профессор Донецкого национального технического университета, общественно-политический деятель.